# 東方月神夜
《東方月神夜》是由日本電子遊戲開發團隊Team Ladybug製作，Playism發行的類銀河戰士惡魔城動作遊戲。內容為改編自彈幕射擊遊戲系列《東方Project》的同人作品，由系列角色「十六夜咲夜」擔任本作主角。劇情為某一天咲夜被她的主人蕾米莉亞傳送到未知異世界，之後她必須憑藉自身能力突破種種關卡，來探究這片神秘領域。

## 遊玩方式
在遊戲裡，玩家會操作十六夜咲夜，自由闖蕩以《東方Project》世界觀為基礎的各關卡，並擊倒迎面而來的敵人。每個關卡盡頭都會登場一名頭目角色，這些角色均來自於《東方Project》系列，諸如紅美鈴、魔理沙等等。
咲夜在遊戲的主要攻擊方式為投擲匕首，並且具備可以暫停時間的特殊能力，這些是忠於她在《東方Project》裡的人物設定。闖關流程中咲夜還能取得額外進階能力，像是滑壘前進、二段跳躍；或是習得其他攻擊技能，諸如能電暈敵人的眩暈小刀、投擲可造成多段傷害的鏈鋸等等。
遊戲中另有保留類似《東方Project》原作裡「擦彈」機制的判定，也就是當咲夜以很近距離接近敵人發出的攻擊；但又沒有真正碰觸到時，就可以回復一定程度的生命值或魔力值。

## 作品劇情
居住在妖怪橫行地帶「幻想鄉」一棟西式洋房「紅魔館」的女吸血鬼蕾米莉亞，某日內心裡在盤算某個計畫，便請求她的魔女朋友帕秋莉，來為她打造出一座以幻想鄉為原型的異世界「月神夜」。
之後她將負責紅魔館各項雜務的女僕長十六夜咲夜傳送到月神夜，想看看她這名忠心下屬的能耐。咲夜只能答應蕾米莉亞的任性要求，試著憑自己的能力在這個異世界闖蕩。
另一方面，因為月神夜是蕾米莉亞藉由她妹妹芙蘭朵露私下收集的魔法寶石所打造出，讓得知魔法寶石被偷的芙蘭朵露相當氣憤，她便偷偷潛入到月神夜裡，想擾亂姐姐的計畫，以及正在裡頭闖蕩的咲夜。

## 遊戲開發
《東方月神夜》的開發團隊是來自日本獨立遊戲圈的Team Ladybug，他們曾開發過《Pharaoh Rebirth》、《為美好的世界獻上祝福！復活的貝爾迪亞》、《真・女神轉生 SYNCHRONICITY PROLOGUE》等2D像素風格的橫向捲軸遊戲作品，並研發出用於開發這類型遊戲的引擎「Mogura Engine」。
遊戲裡登場的角色，Team Ladybug引用自《東方Project》系列的2002年作品《東方紅魔鄉》為主，如十六夜咲夜、她的主人蕾米莉亞等；背景音樂同樣也改編自該遊戲出現過的曲目，像是《Locked Girl～少女密室》、《獻給已逝公主的七重奏》等等。

## 作品發行
遊戲的搶先體驗是在2018年8月20日於數位分發平台Steam上進行。在搶先體驗階段結束，正式在Steam發售前的2019年2月期間，宣布遊戲會有5道關卡，並預定往後會推出其他額外內容。
2019年6月15日，發布了由巫女博麗靈夢擔任遊戲最終頭目的隱藏關卡，並添加了可以讓玩家一口氣挑戰所有登場頭目的「Boss Rush」模式等更新。
其他平台Xbox One、Windows商店版是在2020年9月發售，並同時公開一段可與冰之妖精琪露諾戰鬥的新內容。任天堂Switch版則在同年12月17日發售。適用於PlayStation 4、PlayStation 5平台的版本是在2024年1月25日發行，另有推出附贈遊戲原聲帶、角色造型徽章等週邊，且盒裝封面是由榎宮祐繪製的豪華限定版。
銷售量方面，遊戲在2019年2月期間的發行首週內賣出5萬套，到了2020年累積到有15萬套，至2021年則突破25萬套成績。

## 媒體評價
電子遊戲雜誌《Fami通》對於遊戲裡可以藉由暫時時間來閃避敵方攻擊、躲開機關陷阱、甚至行走在水面的玩法，是相當有趣的設計，並能感受到《東方月神夜》忠實於原作《東方Project》系列的誠意，《東方Project》愛好者能在這款作品獲得到數倍的樂趣。
線上雜誌網站Hardcore Gaming 101表示雖然《東方月神夜》的遊戲破關時間不長，但節奏良好、關卡銜接緊湊、有獨特的遊戲機制與迷人的角色，不論是《東方Project》系列新手或老手，都相當適合接觸這款作品。
電子遊戲評論網站IGN的日本分站給了滿分10分的完美評價，認為作品內容的成熟度，絲毫不影響對於《東方Project》系列完全不了解的玩家在遊玩這款遊戲時帶來的樂趣。另提及改編自《東方紅魔鄉》的背景音樂巧妙地融合在遊戲裡，帶動了在遊玩時的氣氛。整體來說，《東方月神夜》去除了一些類銀河戰士惡魔城風格遊戲的要素，同時呈現出能讓人感受到《東方Project》系列的味道，可說是二次創作的典範。

## 外部連結
- 《東方月神夜》的官方介紹頁面 （页面存档备份，存于）（日語）